# Carlandrea syriaca
Carlandrea syriaca là một loài bọ cánh cứng trong họ Cerambycidae.